# Teden cvička
Teden cvička je dolenjska prireditev, ki se vsako leto odvija na Glavnem trgu v Novem mestu in ima namen promocijo cvička. V enem tednu se odvije pester program, na katerem sodelujejo vinogradniki in vinogradniška društva, ocenjevalci vin, glasbeniki in seveda obiskovalci. Na prireditvi se podeli nagrada Kralj cvička.

## Maskoti
Maskoti Gorgi in Cvičko sta polha, ki sta bila ustvarjena za javni natečaj za maskoto prireditve, ki ga je razpisal Zavod za Turizem Novo mesto marca 2008. Avtorja predloge sta Samo in Damjana Bihar. Polha predstavljata dva prijatelja oziroma prijateljstvo in družabnost. Oblečena sta v rdečo majico. Na prvi majici so trije kelihi ali tudi kupe, pod njimi pa je zlato pero. Na drugi majici je prikazana majolka. Na majolki je grozd s šestimi grozdnimi jagodami, od katerih so tri rdeče in tri bele barve. 

### Razlaga motivov in pojmov
- Ime Gorgi predstavlja polha z Gorjancev oziroma polha, ki pleza po drevesu, tako kot se pohodniki in planinci vzpenjajo na Gorjance.
- Cvičko predstavlja ljubitelja te žlahtne kapljice.
- Rdeča majica predstavlja barvo cvička.
- Trije kelihi imajo svoj izvor v bajki Gospodična pripoveduje Janeza Trdine, ki pripoveduje, da je mehovska gospa šla do treh studencev in da je v tretjem zajela in popila tri kupice vode, ki se ji je zdela slajša od medu in malvazije. Počutila se je zdravo, močno in mlado. Tudi Valvasor našteva tri milosti, katere so verniki prejeli na uskoškem pogorju (Trdinovem vrhu): slepec je spregledal, hrom je shodil, bolnik je po hudi bolezni naenkrat ozdravel. Tudi razlogi za naselitev tega območja so bili trije izredno ugodni pogoji: preskrbljenost z vodo, rodovitna zemlja v ravnini, skrb za varnost življenja in premoženja ob vdorih prebivalcev iz sredozemskega in podonavskega prostora.
- Zlato pero ima za osnovo še eno Trdinovo pravljico, Ptico Zlatoper: Podgorec Mikec z zlatim peresom ptice Zlatoper zapisal tri prošnje, ki so se mu izpolnile. Ker pa Mikec ni ravnal modro, so mu uresničene želje prinesle le nesrečo, sramoto in skrbi. Tudi človek, ki si nekaj zaželi ali ko pije dobro vino, je prav, da je razumen, razsoden in zmeren.
- Majolka je tradicionalna in običajna glazirana glinena posoda, namenjena vinu.
- Grozdje je sestavljeno iz šestih grozdnih jagod, od katerih so tri (na levi strani grozda) rdeče. Rdeče predstavljajo tri glavne sorte, ki sestavljajo vino cviček: žametna črnina, modra frankinja in kraljevina. Ostale tri pa so bele. Bele predstavljajo laški rizling, zeleni silvanec in rumeni plavec.

### Preoblikovanje maskot
Zavod za turizem je po izbiri maskot razmišljal o preoblikovanju in preimenovanju Gorgija v osebo ženskega spola z imenom Še-cvička. Kasneje, na 36. Tednu cvička, je maskoti predstavil kot »Cvička in Cvičko«, tokrat brez treh kelihov, zlatega peresa in majolke na njunih oblačilih, s katerimi sta bila prvotno predstavljena s strani avtorjev osnovne ideje.
24. maja 2008 sta bili na otvoritveni prireditvi 36. Tedna cvička maskoti prvič predstavljeni v »živi« izvedbi.